# Arisa
Rosalba Pippa, cunoscută drept Arisa, (n. 20 august 1982, Genova, Italia) este o cântăreață  italiană.